# Liste de fromages brésiliens
Cet article dresse la liste des fromages brésiliens.

## Liste de fromages brésiliens
- Catupiry.Catupiry
- Queijo minas (pt)
- Queijo coalho

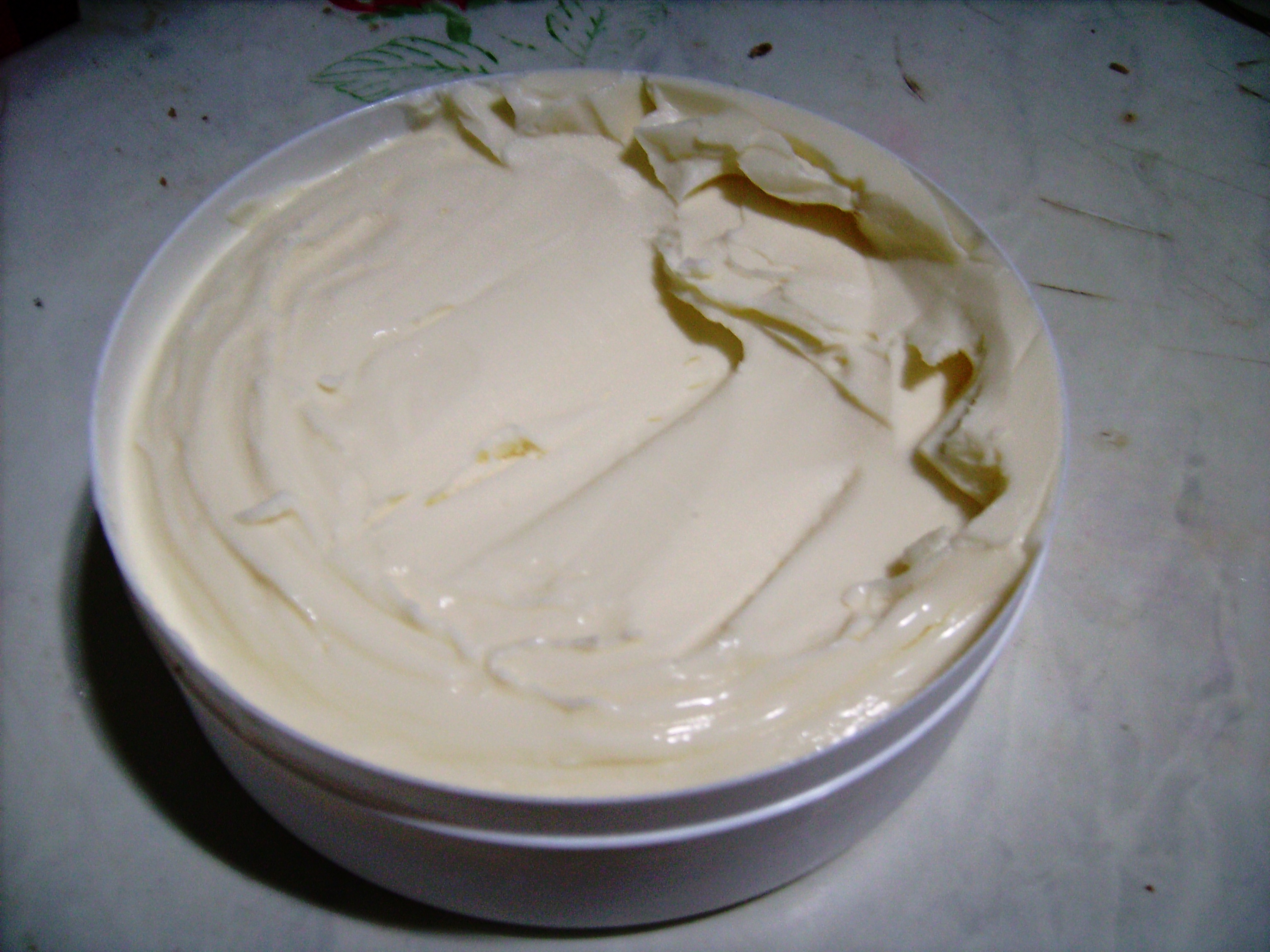
Catupiry.

- Queijo de colônia ou fromage colonial
- Canastra
- Cobocó (pt)
- Queijo-do-reino (pt)
- Queijo do serro (pt)
- Queijo manteiga (pt)
- Queijo prato (en)
- Requeijão

## Sources et liens externes
- Fromages du Brésil
- List of Brazilian dishes
- Lista dei piatti tipici brasiliani
- Brazilian cheeses